# Morning Glory (1933)
Morning Glory är en amerikansk dramafilm från 1933 som gjordes innan produktionskoden infördes. Filmen är baserad på en pjäs av Zoe Akins. Rollen som Eva Lovelace ledde till att Katharine Hepburn vann sin första Oscar.

## Handling
Eva Lovelace är en naiv skådespelerska, vars enda erfarenhet kommer från framträdanden hon gjort i hemma i småstan. Hon hoppas bli stor på Broadway, hon lyckas till sist få sitt genombrott.

## Rollista (i urval)
- Katharine Hepburn as Eva Lovelace
- Douglas Fairbanks Jr. as Joseph Sheridan
- Adolphe Menjou as Louis Easton
- Mary Duncan as Rita Vernon
- C. Aubrey Smith as Robert Harley "Bob" Hedges
- Don Alvarado as Pepi Velez